# Feixe de His

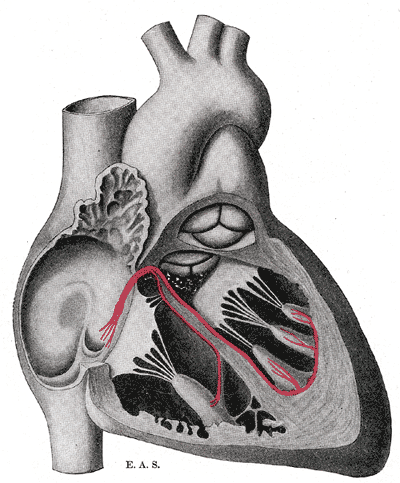

O Feixe de His, ou fascículo atrioventricular, é um feixe de fibras localizado no interior do músculo cardíaco do septo interventricular. Essas fibras são compostas por cardiomiócitos (células musculares cardíacas) especializadas que perderam sua capacidade contrátil para tornarem-se condutoras rápidas de impulsos nervosos por meio de fluxo iônico possibilitado pelas junções comunicantes. Esse feixe conduz impulsos elétricos (potenciais de ação) gerados inicialmente no nó sinoatrial, após passarem pelo nó atrioventricular. Portanto, o feixe conduz a onda de despolarização ventricular que, através das fibras de Purkinje, atinge o músculo (miocárdio) dos ventrículos.